# Мастеропуло, Николай Панайотович
Николай (Никос) Панайотович Мастеропуло (1948—2003) — советский, российский художник, эмальер.

## Биография
Родился в семье понтийских греков по отцовской линии. Предки его отца ещё в начале ΧΙΧ века, спасаясь от гонений на христиан в османской Турции, перебрались из исторического Понта на Юг России. В 1968 году Мастеропуло закончил Московскую среднюю художественную школу при Академии художеств СССР, после которой поступил в Московское высшее художественно-промышленное училище (МВХПУ) (сейчас Московская государственный художественно-промышленная академия им. Г. С. Строганова) на специальность «художественная керамика».
С отличием закончив МВХПУ в 1973 году, он начал свой самостоятельный творческий путь, увлекшись абстрактными формами в декоративно-прикладном искусстве. В 1977 году, будучи уже членом Союза художников СССР, приступил к работе на московском Комбинате монументально-декоративного искусства. Самые известные его работы того времени — оформление наружных вестибюлей станции метро «Ботанический сад». Позже он оформлял интерьеры Московского инженерно-физического института (МИФИ) на тему «Наш город — Москва» и Центра инженерно-технического и энергетического обеспечения (ЦИТЭО) в Химках. За создание произведений в области монументального искусства Николай Мастеропуло был удостоен премии Художественного Фонда СССР. С начала 1980-х годов Мастеропуло принимал участие в престижных коллективных выставках, проводившихся в Советском Союзе и за рубежом (Равенне, Берлине, Риме).
Переломной для мировоззрения художника стала середина 1970-х годов. Его знакомство с религиозной литературой, общение с кругами ортодоксально настроенной молодёжи постепенно приводят его на путь церковный. В возрасте 27 лет молодой художник решает креститься. В эти годы он всё больше творческих усилий стал посвящать эмальерному искусству, которое стало его любимой техникой на всю оставшуюся жизнь. Мастеропуло освоил все техники эмалей: перегородчатые, эмали по скани, эмали по керамике, живописные эмали по меди. Особую роль художник придавал поискам нужной тональности цвета. Знаменательна в этом плане его работа по заказу ЮНЕСКО «Человек-зверь». Эта работа вошла в альбом «Коллекция произведений искусства ЮНЕСКО: избранные произведения» (Париж, 2021), вышедший к 75-летию со дня основания ЮНЕСКО, наряду с работами Пикассо, Ле Корбюзье, Миро и других всемирно известных художников. В эмалях Мастеропуло особая роль принадлежит технике кракелюра. Её применение усиливает эмоциональное звучание работ, особенно портретов (серия «Страсти человеческие», «Портреты композиторов»). Эмальерные работы Николая Мастеропуло получили международное признание. В 1992 году на Международном симпозиуме в венгерском Кечкемете он был награждён медалью за высокое мастерство и уникальный размер живописных эмалей на меди.
Художник работал также c живописью на холсте, в основном с маслом, изредка с темперой. Характерной чертой его творчества стало выполнение работ в различной технике на аналогичные сюжеты. К таким сериям относятся «Мифология Древней Греции» (живопись, мозаика), «Понтийские поговорки» (живопись, эмаль), «Понтийские танцы» (живопись, эмаль, мозаика), работы на библейские сюжеты (живопись, мозаика, эмаль).
Особое место в творческом наследии Николая Мастеропуло занимают «Понтийские портреты», выполненные в технике эмали на меди, написанные маслом на холсте, пастелью на картоне, исполненные в мозаике. Многие из них стали каноническими изображениями понтийских греков и сегодня используются самыми разными понтийскими организациями в своих мероприятиях, оформлении тех или иных изданий и на официальных бланках.
Интерес к культуре исторической родины у Мастеропуло присутствовал всю его жизнь. В 1987 году художник впервые посещает Грецию. Он объездил Афины, Дельфы, Эгину, Метеоры, Крит, Олимпию, Микены, создав серию картин в масле с видами и архитектурой Греции. Связь с Грецией ещё более усилила интерес к церковному искусству. Вслед за первой поездкой в Элладу последовали серии работ на библейские темы в масле, мозаике и эмали. Знакомство художника с афонским монашеством привело к более частым посещениям Греции и длительным пребываниям на Святом Афоне.
В 1997 г. Мастеропуло принимает предложение игумена монастыря Святого Дионисия (Дионисиат), архимандрита Петра, создать большое мозаичное панно на тему «Святые устроители монастыря» перед центральным входом в обитель. Эта работа, выполненная в содружестве с Г. Илиади, стала подлинным украшением Дионисиата. Плодотворное и гармоничное сотрудничество с афонскими монахами позволило сконцентрироваться на работе над такими забытыми техниками, как византийская перегородчатая эмаль и миниатюрная мозаика. Именно Николай Мастеропуло восстановил эти техники для современного искусства.
В монастыре Дионисиат Мастеропуло создал в технике византийской перегородчатой эмали уникальную работу «Откровение Иоанна Богослова „Апокалипсис“. Сегодня она хранится в сокровищнице монастыря. Последние годы жизни Мастеропуло творил только для Дионисиата. Посмертно его включили в списки устроителей монастыря.
Всю свою жизнь художник не забывал о своих понтийских корнях. Ещё ждёт своего продолжения начатое Мастеропуло исследование и описание всех главных христианских церквей Трапезунды (ныне — Трабзон, Турция). Его находящаяся в семейном архиве статья „Монументально-декоративное искусство Трапезундской империи“ ждёт своей публикации, а также продолжателя начатых исследований.
Внезапная смерть художника прервала выполнение его многих творческих планов. Похоронен Н. Мастеропуло в Москве на Химкинском кладбище.
Его работы хранятся в музеях России (Городском музее Ярославля, в Союзе художников России, в Министерстве культуры России), в Центре Европейской культуры в Дельфах (Греция), в Национальной коллекции эмалей Венгрии, в частных коллекциях в России, Греции, США, Германии, Швейцарии, Польши, Японии, на Кипре.
В Центре Святой Горы Афон в Салониках, Греция в 2023 году (21.02.2023 - 13.05.2023) с большим успехом прошла художественная выставка "Николаос Мастеропулос. Путешествие от красоты к духовности", посвящённая 20-летнему юбилею со дня смерти художника. Это была первая большая персональная  выставка в Греции, представившая работы мастера в самых разных техниках: византийской перегородчатой эмали, флорентийской мозаике, миниатюрной мозаике, эмали на меди, живописи и рисунке. По итогам этой выставки Центр Святой Горы Афон (Mount Athos Center) в Салониках выпустил большое издание на греческом и английском языках "Николай Мастеропуло. Дорога от красоты к духовности" (Nikolaos Masteropoulos. The road from beauty to spirituality. Thessaloniki, Mount Athos Center, 2023). Книга повествует о всём жизненном пути художника и впервые включает почти полное собрание всех его известных работ в разных техниках.